# Crouy (Aisne)
Crouy és un municipi francès al departament de l'Aisne (regió d'Alts de França). L'any 2007 tenia 2.653 habitants. El nom de la localitat es testimonia en les formes Croviacus; Croiacus (870); Territorium de Croyacco (1190); Croi (1235); Croy (1251); Croy-delez-Soissons (1333); Crouys (1390); Croui (1638). Croviacun i Crociacum en escrits merovingis.

## Demografia

### Població
El 2007 la població de fet de Crouy era de 2.653 persones. Hi havia 1.098 famílies de les quals 319 eren unipersonals (157 homes vivint sols i 162 dones vivint soles), 373 parelles sense fills, 333 parelles amb fills i 73 famílies monoparentals amb fills.
La població ha evolucionat segons el següent gràfic:

### Habitatges
El 2007 hi havia 1.191 habitatges, 1.126 eren l'habitatge principal de la família, 8 eren segones residències i 57 estaven desocupats. 881 eren cases i 306 eren apartaments. Dels 1.126 habitatges principals, 713 estaven ocupats pels seus propietaris, 402 estaven llogats i ocupats pels llogaters i 11 estaven cedits a títol gratuït; 16 tenien una cambra, 66 en tenien dues, 216 en tenien tres, 363 en tenien quatre i 465 en tenien cinc o més. 697 habitatges disposaven pel capbaix d'una plaça de pàrquing. A 559 habitatges hi havia un automòbil i a 397 n'hi havia dos o més.

### Piràmide de població
La piràmide de població per edats i sexe el 2009 era:
| Homes | Edats   | Dones |
| ----- | ------- | ----- |
| 0     | 95 o +  | 0     |
| 4     | 90 a 94 | 4     |
| 20    | 85 a 89 | 36    |
| 16    | 80 a 84 | 12    |
| 48    | 75 a 79 | 84    |
| 52    | 70 a 74 | 72    |
| 72    | 65 a 69 | 80    |
| 68    | 60 a 64 | 68    |
| 64    | 55 a 59 | 52    |
| 132   | 50 a 54 | 96    |
| 104   | 45 a 49 | 120   |
| 88    | 40 a 44 | 76    |
| 72    | 35 a 39 | 92    |
| 68    | 30 a 34 | 72    |
| 125   | 25 a 29 | 112   |
| 44    | 20 a 24 | 60    |
| 88    | 15 a 19 | 104   |
| 72    | 10 a 14 | 88    |
| 40    | 5 a 9   | 60    |
| 60    | 0 a 4   | 72    |

## Economia
El 2007 la població en edat de treballar era de 1.701 persones, 1.207 eren actives i 494 eren inactives. De les 1.207 persones actives 1.053 estaven ocupades (591 homes i 462 dones) i 154 estaven aturades (72 homes i 82 dones). De les 494 persones inactives 170 estaven jubilades, 153 estaven estudiant i 171 estaven classificades com a «altres inactius».

### Ingressos
El 2009 a Crouy hi havia 1.147 unitats fiscals que integraven 2.667 persones, la mediana anual d'ingressos fiscals per persona era de 17.132,5 €.

### Activitats econòmiques
Dels 124 establiments que hi havia el 2007, 3 eren d'empreses extractives, 2 d'empreses alimentàries, 1 d'una empresa de fabricació d'elements pel transport, 12 d'empreses de fabricació d'altres productes industrials, 29 d'empreses de construcció, 22 d'empreses de comerç i reparació d'automòbils, 8 d'empreses de transport, 9 d'empreses d'hostatgeria i restauració, 3 d'empreses financeres, 11 d'empreses immobiliàries, 10 d'empreses de serveis, 8 d'entitats de l'administració pública i 6 d'empreses classificades com a «altres activitats de serveis».
Dels 34 establiments de servei als particulars que hi havia el 2009, 1 era una oficina de correu, 1 funerària, 3 tallers de reparació d'automòbils i de material agrícola, 1 taller d'inspecció tècnica de vehicles, 3 paletes, 3 guixaires pintors, 3 fusteries, 10 lampisteries, 2 electricistes, 3 empreses de construcció, 2 perruqueries, 1 veterinari i 1 restaurant.
Dels 8 establiments comercials que hi havia el 2009, 1 era un hipermercat, 1 un supermercat, 2 fleques, 1 una fleca, 1 una llibreria, 1 una botiga d'equipament de la llar i 1 una joieria.
L'any 2000 a Crouy hi havia 9 explotacions agrícoles que ocupaven un total de 600 hectàrees.

## Equipaments sanitaris i escolars
El 2009 hi havia 1 psiquiàtric i 1 farmàcia.
El 2009 hi havia una escola elemental.

## Poblacions properes
El següent diagrama mostra les poblacions més properes.